# Malacophagula andina
Malacophagula andina är en tvåvingeart som beskrevs av Guilherme A.M.Lopes och Tibana 1982. Malacophagula andina ingår i släktet Malacophagula och familjen köttflugor. Inga underarter finns listade i Catalogue of Life.